# Adolf Friedrich von Schack
Pour les articles homonymes, voir Schack.

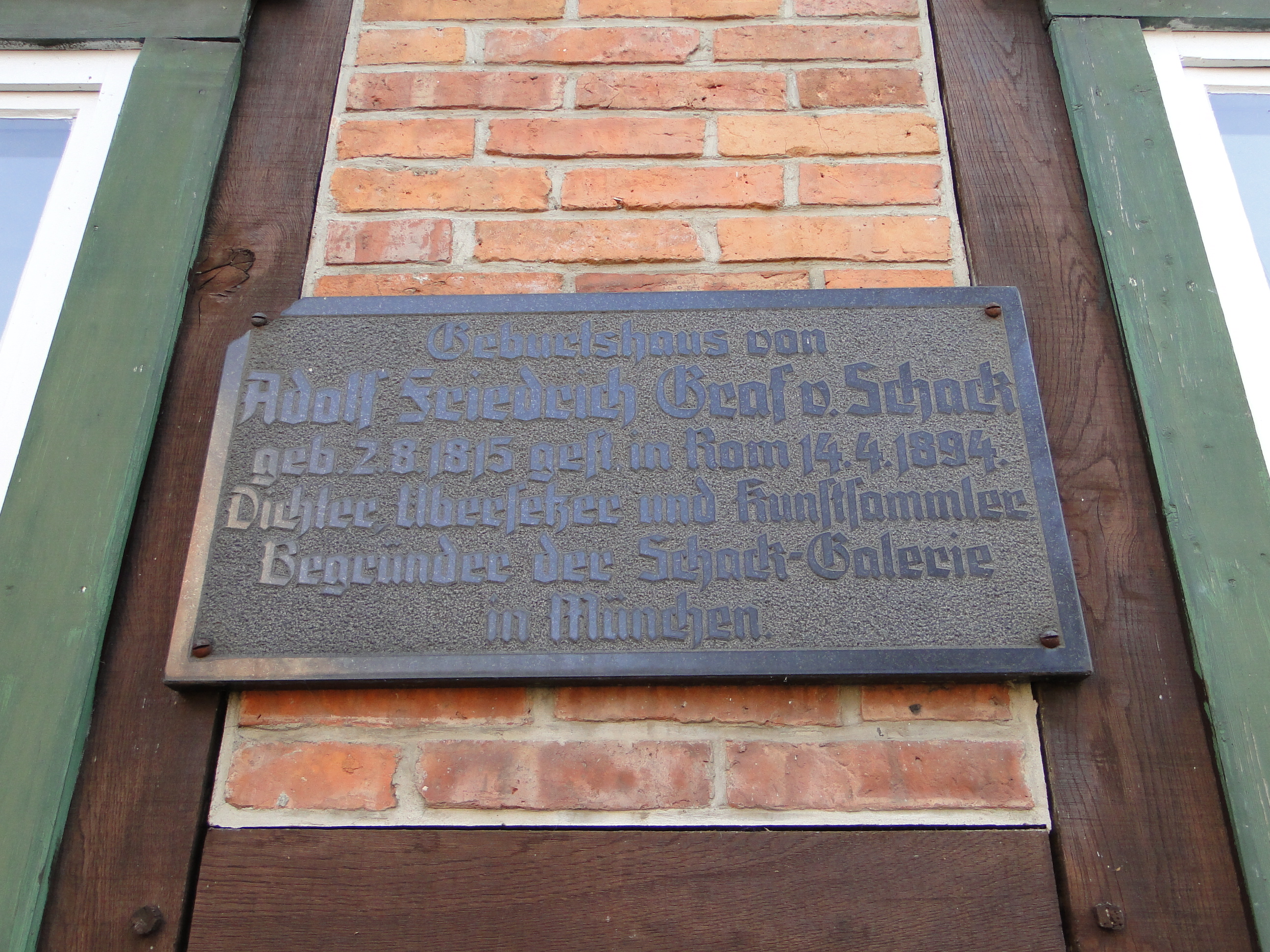
Plaque commémorative sur le mur de sa maison natale

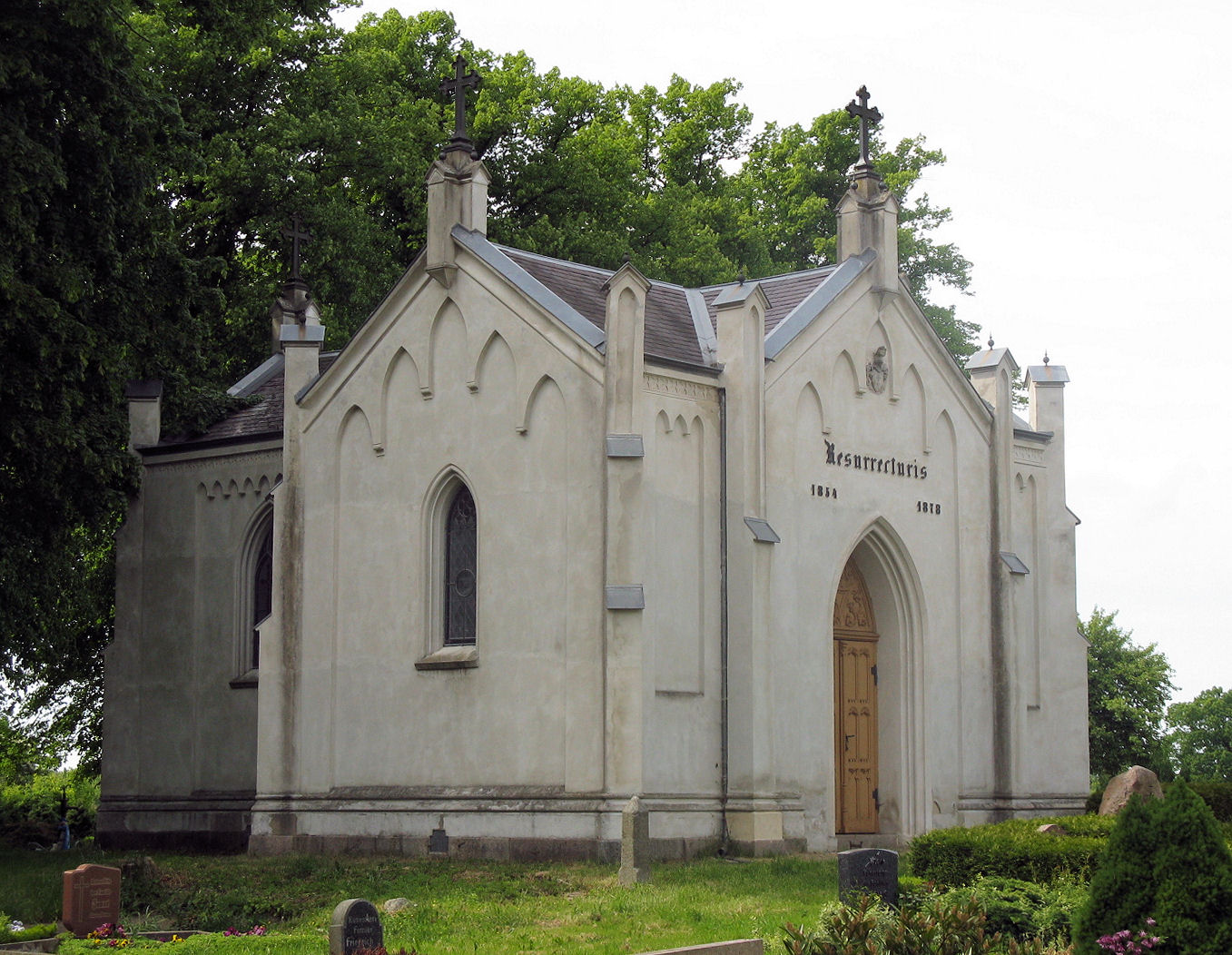
Chapelle funéraire de la famille Schack à Stralendorf

Le comte Adolf Friedrich von Schack (né le 2 août 1815 à Schwerin et mort le 14 avril 1894 à Rome) est un poète et historien de l'art et de la littérature allemand qui fut un grand collectionneur ;  sa collection a été léguée à la Couronne à sa mort en 1894. C'est l'origine de la Schackgalerie de Munich.

## Biographie
Schack est le fils du comte Christoph von Schack, né en 1780 à Groß Raden, juriste et vice-directeur de chancellerie (1819) et de son épouse, née Wilhelmine von Kossel  en 1792. Il étudie le droit entre 1834 et 1838 aux universités de Bonn, de Heidelberg et de Berlin. Il entre ensuite dans la fonction publique prussienne et sert à la chambre d'appel de Berlin ; mais il s'ennuie au bout de quelque temps et donne sa démission.
Il fait plusieurs voyages en Italie, en Égypte et en Espagne avant de retourner en Allemagne. Il demeure d'abord au grand-duché d'Oldenbourg où il travaille dans la haute fonction publique du grand-duc. Il est nommé représentant du grand-duc à Berlin par la suite. Jusqu'en 1852, il partage son temps entre Berlin et sa propriété domaniale de Zülow dans le Mecklembourg. Il fait construire une nouvelle demeure de maîtres en 1845, de style néoclassique. Il fait en 1852 un grand voyage en Espagne, afin d'étudier l'histoire de la Reconquista.
Il est en 1855 à Munich. En 1856, il est nommé membre d'honneur de l'académie bavaroise des sciences. C'est à son arrivée à Munich qu'il commence à se constituer une collection de peintres allemands, en particulier romantiques et de jeunes peintres contemporains. C'est aujourd'hui la Collection Schak, léguée à sa mort à l'empereur Guillaume II.
Le comte se veut également poète et historien de la littérature. Son ouvrage Poesie und Kunst der Araber in Spanien und Sicilien (Poésie et Art des Arabes en Espagne et en Sicile) résonne dans les milieux cultivés comme un traité important de l'histoire de l'art et de la littérature. Presque tous ses écrits sont réunis en 1886 dans ses Œuvres complètes en six volumes. Un an plus tard, il fait paraître son autobiographie intitulée Ein halbes Jahrhundert, Erinnerungen und Aufzeichnungen. Ses Nachgelassene Dichtungen paraissent de manière posthume en 1896.
Il est enterré à la chapelle funéraire de sa famille, construite en style néogothique en 1853 à Stralendorf, près de Schwerin. La chapelle est inscrite au patrimoine local depuis 1987.
Le comte comptait plusieurs décorations étrangères, comme la légion d'honneur (France) et l'ordre de Sainte-Anne de IIIe classe (Russie).

## Quelques œuvres

### Poésies et drames
- Gedichte (1866).
- Durch alle Wetter (1870)
- Die Pisaner (1872)
- Der Kaiserbote
- Cancan (1873)
- Ebenbürtig (1876)
- Helidor (1878)
- Lotosblätter, Neue Gedichte (1883)
- Memnon. Eine Mythe (1885)
- Walpurga und der Johanniter (1887)
- Gesammelte Werke (6 volumes, 1883)
- Nachgelassene Dichtungen (1896, présentées et publiées par G. Winkler )

### Histoire de l'art et de la littérature
- Geschichte der dramatischen Literatur und Kunst in Spanien (3 volumes, 1845-1846)
- Poesie and Kunst der Araber in Spanien und Sicilien (1865)

### Traductions
- Le Théâtre espagnol (1845)
- Les Récits épiques de Firdoussi (1851)
- Les Voix du Gange (1857)

### Autobiographies
- Ein halbes Jahrhundert. Erinnerungen und Aufzeichnungen (3 volumes, 1888)
- Meine Gemäldesammlung (1894) [Ma collection de tableaux]

## Source
- (de) Cet article est partiellement ou en totalité issu de l’article de Wikipédia en allemand intitulé « Adolf Friedrich von Schack » (voir la liste des auteurs).